# Camillo Walzel
Camillo Walzel (né le 11 février 1829 à Magdebourg, mort le 17 mars 1895 à Vienne) est un librettiste allemand d'opérettes viennoises, le plus souvent avec Richard Genée, aussi sous le pseudonyme de F. Zell (pour Franz ou Friedrich).

## Biographie
Il travaille d'abord dans l'atelier de lithographie de son père puis étudie à l'académie des beaux-arts de Vienne avant de rejoindre l'armée.
En 1847, Walzel vient vivre à Vienne. Avant de devenir librettiste, il est éditeur d'un journal puis capitaine de bateaux à vapeur sur le Danube.
Il commence à écrire des livrets dans les années 1860. De 1884 à 1889, il est directeur artistique du Theater an der Wien, dont les directeurs sont Alexandrine von Schönerer (de) et Franz von Jauner (de).
Son fils Oskar Walzel sera professeur de littérature.

## Œuvre
Pour Richard Genée
- Der Seekadett (de), 1876, (avec Richard Genée)
- Nanon (de), 1877, (avec Richard Genée)

Pour Karl Millöcker
- Gräfin Dubarry, 1879, (avec Richard Genée)
- Apajune, der Wassermann, 1880, (avec Richard Genée)
- Der Bettelstudent, 1882, (avec Richard Genée)
- Gasparone, 1884, (avec Richard Genée)
- Der Vizeadmiral, 1886, (avec Richard Genée)

Pour Johann Strauss
- Cagliostro in Wien, 1875, (avec Richard Genée)
- Der lustige Krieg, 1881, (avec Richard Genée)
- Eine Nacht in Venedig, 1883, (avec Richard Genée)

Pour Franz von Suppé
- Fatinitza, 1876, (avec Richard Genée)
- Boccaccio, 1879, (avec Richard Genée)
- Donna Juanita, 1880, (avec Richard Genée)
- Der Gascogner, 1881, (avec Richard Genée)

Pour Carl Zeller
- Die Fornarina, 1879, (avec Richard Genée et Moritz West)
- Die Carbonari, 1880, (avec Moritz West)